# Amaroria
Amaroria es un género monotípico de plantas pertenecientes a la familia Simaroubaceae. Su única especie es:  Amaroria soulameoides.

## Taxonomía
Amaroria soulameoides fue descrita por Asa Gray y publicado en United States Exploring Expedition 1: 356, en el año 1854.
Sinonimia
- Soulamea soulameoides (A.Gray) Noot.[2]